# Muusoctopus longibrachus
Muusoctopus longibrachus es una especie de pulpo de la Familia Enteroctopodidae. 

## Descripción
Su coloración del cuerpo es de roja a gris.
- Es un pulpo de tamaño medio, con una Longitud Total (LT) entre: 42,5-77 cm.
- Longitud del Manto (LM): ♀:17 cm y ♂:14 cm.
- No posee saco de tinta.
- El primer par de brazos es muy largo, comprende un entre 75-81% de la LT.
- En machos el tercer brazo está hectocotilizado.[2]

## Distribución y hábitat

### Distribución geográfica
Océano Pacífico sureste: frente a costas chilenas (Constitución: 35-37°S, 72°O) y del archipiélago de Juan Fernández. Y un rango amplio latitudinal: 29-45°S.
Aunque, también se reportó en Perú: 5-9°S.

### Hábitat
mesobentónico. Por el Talud continental. En fondos arenosos y fangosos. En profundidades entre 436-1000 m. También se ha encontrado a menores profundidades, desde 241-922 m. Y prefiere aguas frías, de alta concentración de oxígeno.

## Etimología
El epíteto específico -longibrachus- del nombre científico M. longibrachus, se debe a la longitud del primer par de brazos.